# دراسات الأمريكيين الأصليين
دراسات الأمريكيين الأصليين (المعروفة أيضا باسم الدراسات الأمريكية الهندية، أو السكان الأصليين الأمريكيين، أو السكان البدائيين، أو الأمم الأولى) هو مجال أكاديمي متعدد التخصصات والذي يدرس التاريخ والثقافة والسياسة والقضايا، والخبرة المعاصرة للشعوب الأصلية في أمريكا الشمالية، أو الأمريكتين، مع الأخذ بنهج نصف الكرة الغربي. على نحو متزايد، ركزت المناقشة على الاختلافات بدلا من أوجه التشابه بين تخصصات الدراسات العرقية الأخرى  مثل الدراسات الأمريكية الأفريقية، والدراسات الآسيوية الأمريكية، والدراسات اللاتينية الأمريكية. وعلى وجه الخصوص، فإن السيادة السياسية لكثير من الشعوب الأصلية تبرز اختلافات جوهرية في التجربة التاريخية عن سائر المجموعات العرقية والإثنية في الولايات المتحدة وكندا. واستنادا إلى العديد من التخصصات مثل الأنثروبولوجيا وعلم الاجتماع والتاريخ والأدب والعلوم السياسية ودراسات النوع الاجتماعي، ينظر علماء الدراسات الأمريكية الأصلية إلى مجموعة متنوعة من وجهات النظر وتوظيف أدوات تحليلية ومنهجية متنوعة في عملهم.
هناك اثنان من المفاهيم الرئيسية تشكل الدراسات الأمريكية الأصلية، وفقا لإليزابيث كوك لين الباحثة في قبيلة كرو كريك لاكوتا، هاذات المفهومان هما السكان الأصليين (كما هو محدد في الثقافة والجغرافيا والفلسفة) والسيادة (كما عرفت من الناحية القانونية والتاريخية). ويدعو الممارسون إلى إنهاء استعمار الشعوب الأصلية، والاستقلال السياسي، وإنشاء نظام مخصص للتخفيف من حدة المشاكل المعاصرة التي تواجه الشعوب الأصلية.

## تاريخ
تتميز التجربة التاريخية الأصلية في الأمريكتين بمحاولات قسرية وأحيانا مستعدة للاندماج في الثقافة الأمريكية الأوروبية السائدة (الأمركة). بدءا من المبشرين وانتهاءاً بالمدارس التابعة للحكومة الفدرالية، كان الهدف هو تثقيف الهنود الحمر حتى يتمكنوا من العودة إلى قراهم وتسهيل عملية الاستيعاب. كما ورد من قبل ديفيد بيك في مقاله «التعليم العالي للهنود الأمريكيين قبل عام 1974: من الاستعمار إلى تقرير المصير»، واستخدمت المدارس كأداة للاستيعاب. ولم يكن تركيزهم الرئيسي فكريا بل على توفير التدريب للوظائف الصناعية أو الوظائف المنزلية.
اعترضت حركة الحقوق المدنية في الخمسينيات والستينيات على أساليب تعميم الاستيعاب ومضمون ما يجري تدريسه في المدارس والجامعات من الروضة حتى الصف الثاني عشر في جميع أنحاء الولايات المتحدة. ساعد الطلاب الهنود الأميركيون، إلى جانب الأساتذة المتعاطفين، في إنشاء برامج جديدة ذات أهداف جديدة. وبدلا من التركيز على الهنود الذين يعودون إلى مجتمعاتهم لتثقيفهم على غرار الاستيعاب، كانت هناك خطوة لتثقيف التمكين. وقد برزت البرامج التي قامت بتوعية المجتمع وتركز على الاحتفاظ بالطلاب في الجامعات الناشئين من تلك الحركة. وعلاوة على ذلك، وضعت البرامج في المدارس تفسيرا جديدا للتاريخ الهندي الأمريكي وعلم الاجتماع والسياسة.
خلال أول دعوة للعلماءالهنود الأمريكيين في مارس 1970 في جامعة برينستون، وضع باحثون من السكان الأصليين خطة لتطوير «الدراسات الأمريكية الأصلية ككتاب أكاديمي»، والتي من شأنها أن تدافع عن سيطرة السكان الأصليين على أراضيهم وحقوق السكان الأصليين، وستؤدي في النهاية إلى إصلاح السياسة الهندية الأمريكية. وسيسترشد هذا الانضباط بالمعارف التقليدية للسكان الأصليين، ولا سيما التاريخ الشفوي، وسوف «يوقم بالدفاع عن أمة السكان الأصليين في أمريكا». 
في معارضة مباشرة للأنثروبولوجيا الغربية، قاعدة المعرفة للدراسات الأمريكية الأصلية هي ذاتية، أو الناشئة من داخل المجتمعات الأصلية. رفض المطورون من الدراسات الأمريكية الأصلية على نطاق واسع فكرة الموضوعية العلمية، منذ بداية التحيز الثقافي الغربي تاريخيا على الأنثروبولوجيا وغيرها من التخصصات.

## الصحف الأكاديمية
- مجلة الثقافة والبحوث الهندية الأمريكية
- المجلة الكندية للدراسات الأصلية
- مجلة المراجعة الأوروبية للدراسات الأمريكية الأصلية
- مجلة مراجعة الدراسات الأصلية
- دراسات في الآداب الهندية الأمريكية (SAIL)
- مجلة ويزكازو ريفيو

## مؤتمرات
- ندوة أدب الأمريكيين الأصليين

## العلماء البارزين
- تاياياك ألفريد
- باولا غون ألين
- جريج كاجيت
- دين شافرز
- أليسون هيدج كوك
- إليزابيث كوك لين
- فيليب ديلوريا
- فاين دلوريا، الابن
- ريموند ديمالي
- جاك د. فوربس
- دانيال هيث
- ترودي لامب ريتشموند
- ستايسي ليدز
- ديفون أ. ميهيسوا
- لورين مورغان ريتشاردز
- سيمون أورتيز
- لوانا روس
- جريج ساريس
- جيمس توماس ستيفنز
- تشارلين تيترز
- جيرالد فيزينور
- روبرت أ. ويليامز الابن
- كريغ وماك
- ألفريد شاب مان